# NGC 2967
NGC 2967 is een spiraalvormig sterrenstelsel in het sterrenbeeld Sextant. Het hemelobject werd op 20 december 1784 ontdekt door de Duits-Britse astronoom William Herschel.

## Synoniemen
- UGC 5180
- MCG 0-25-7
- ZWG 7.20
- IRAS09394+0033
- PGC 27723